# Football Club Chiasso 1919-1920
Questa pagina raccoglie i dati riguardanti il Football Club Chiasso nelle competizioni ufficiali della stagione 1919-1920.

## Stagione
Nella stagione 1919-1920 il Chiasso si classificò al quarto posto nel girone B lombardo della Prima Categoria.

## Rosa
| N. |                     | Ruolo | Calciatore                  |
| -- | ------------------- | ----- | --------------------------- |
|    | Svizzera (bandiera) | P     | Ferdinando Brocchi          |
|    | Svizzera (bandiera) | A     | Giovanni Carò               |
|    | Svizzera (bandiera) | C     | Faliero Frigerio            |
|    | Svizzera (bandiera) | D     | Adolfo Gusberti             |
|    | Svizzera (bandiera) | C     | Cornelio Lurati             |
|    | Italia (bandiera)   | A     | Francesco Lurati (capitano) |

| N. |                     | Ruolo | Calciatore            |
| -- | ------------------- | ----- | --------------------- |
|    | Svizzera (bandiera) | C     | Egildo Raimondi       |
|    | Svizzera (bandiera) | D     | Orfeo Regazzoni       |
|    | Italia (bandiera)   | A     | Alberto Riva          |
|    | Svizzera (bandiera) | A     | Luigi Valcamonica     |
|    | Svizzera (bandiera) | D     | Antonio Valsangiacomo |
|    | Italia (bandiera)   | A     | Giovanni Zapparoli    |

## Risultati

### Prima Categoria

#### Girone B lombardo

##### Girone di andata
| Arbitro: | Franziosi (Milano) |

|                     |           |               |
| Varese ?’ Roghi 53’ | Marcatori | 67’ Lurati II |

| Arbitro: | Franziosi (Milano) |

|           |           |  |
| Merati 7’ | Marcatori |  |

| Arbitro: | Crivelli (Milano) |

|          |           |              |
| Riva 21’ | Marcatori | 10’ (aut.) ? |

| Arbitro: | Mauro (Milano) |

|              |           |                                  |
| Zapparoli 5’ | Marcatori | 40’ Cattaneo I 65’, 85’ Sartoris |

| Arbitro: | Terzi |

|                                                    |           |  |
| Biassoni 43’, 55’ Gusberti 45’ (aut.) Bellolio 89’ | Marcatori |  |

##### Girone di ritorno
| Arbitro: | Barnabò (Milano) |

|               |           |                                  |
| Zapparoli 37’ | Marcatori | 20’ Varese 74’ (rig.) Cevenini V |

| Arbitro: | Fioretti |

|                                    |           |                                                  |
| Valcamonica 14’ Zapparoli 30’, 80’ | Marcatori | 25’ (rig.) Bianchi 55’ Tirabassi 70’ Pianetti II |

| Arbitro: | Terzi |

|  |           |                                 |
|  | Marcatori | 5’ Riva 10’, 37’, 50’ Zapparoli |

| Arbitro: | Cattaneo (Milano) |

|             |           |                        |
| Villani 42’ | Marcatori | 59’ Caro 61’ Zapparoli |

| Arbitro: | Trezzi (Milano) |

|                             |           |  |
| Lurati 4’ Valsangiacomo 10’ | Marcatori |  |